# グリオトキシン
グリオトキシン (Gliotoxin) は天然ジケトピペラジン類に属する含硫黄マイコトキシンであり、特に数種の海産菌類が産生する。ジケトピペラジンが複数の硫黄原子で架橋された構造を持つepipolythiopiperazine類としては最も著名なものである。これらの化合物は高い生物学的活性を持ち、新規治療法の開拓を目指した多数の研究の対象となってきた。グリオトキシンはボタンタケ科に属するGliocladium fimbriatum から最初に単離され、その学名から命名された。

## 発生源
Aspergillus fumigatus、トリコデルマ属、アオカビ属等に属するヒト病原体が産生する。カンジダ属の酵母による産生も報告されているが、他の研究ではカンジダ属による産生は疑わしいものとされている。

## 作用
免疫抑制作用を有し、好中球・好酸球等の顆粒球、マクロファージ、胸腺細胞等の免疫系の細胞にアポトーシスを引き起こす。In vivoにおいては抗炎症作用が示されている。細胞膜上のチオール基と結合することで様々な微生物に対して毒性を示し、1940年代頃から抗生物質・抗真菌薬、後には抗ウイルス薬としての研究も行われてきた。ファルネシルトランスフェラーゼの阻害剤、20Sプロテアソームのキモトリプシン様活性部位の非競合阻害剤としての作用も有する。